# Hujindian (köpinghuvudort i Kina, Hubei Sheng, lat 31,07, long 113,66)
Hujindian är en köpinghuvudort i Kina. Den ligger i provinsen Hubei, i den centrala delen av landet, omkring 81 kilometer nordväst om provinshuvudstaden Wuhan. Antalet invånare är 27 439. Befolkningen består av 13 106 kvinnor och 14 333 män. Barn under 15 år utgör 14,0 %, vuxna 15-64 år 76 %, och äldre över 65 år 9,0 %.
Runt Hujindian är det tätbefolkat, med 819 invånare per kvadratkilometer. Närmaste större samhälle är Chengzhong, 17,4 km sydväst om Hujindian. Trakten runt Hujindian består till största delen av jordbruksmark.
Genomsnittlig årsnederbörd är 1 301 millimeter. Den regnigaste månaden är juli, med i genomsnitt 192 mm nederbörd, och den torraste är december, med 15 mm nederbörd.